# エンゼルサービス

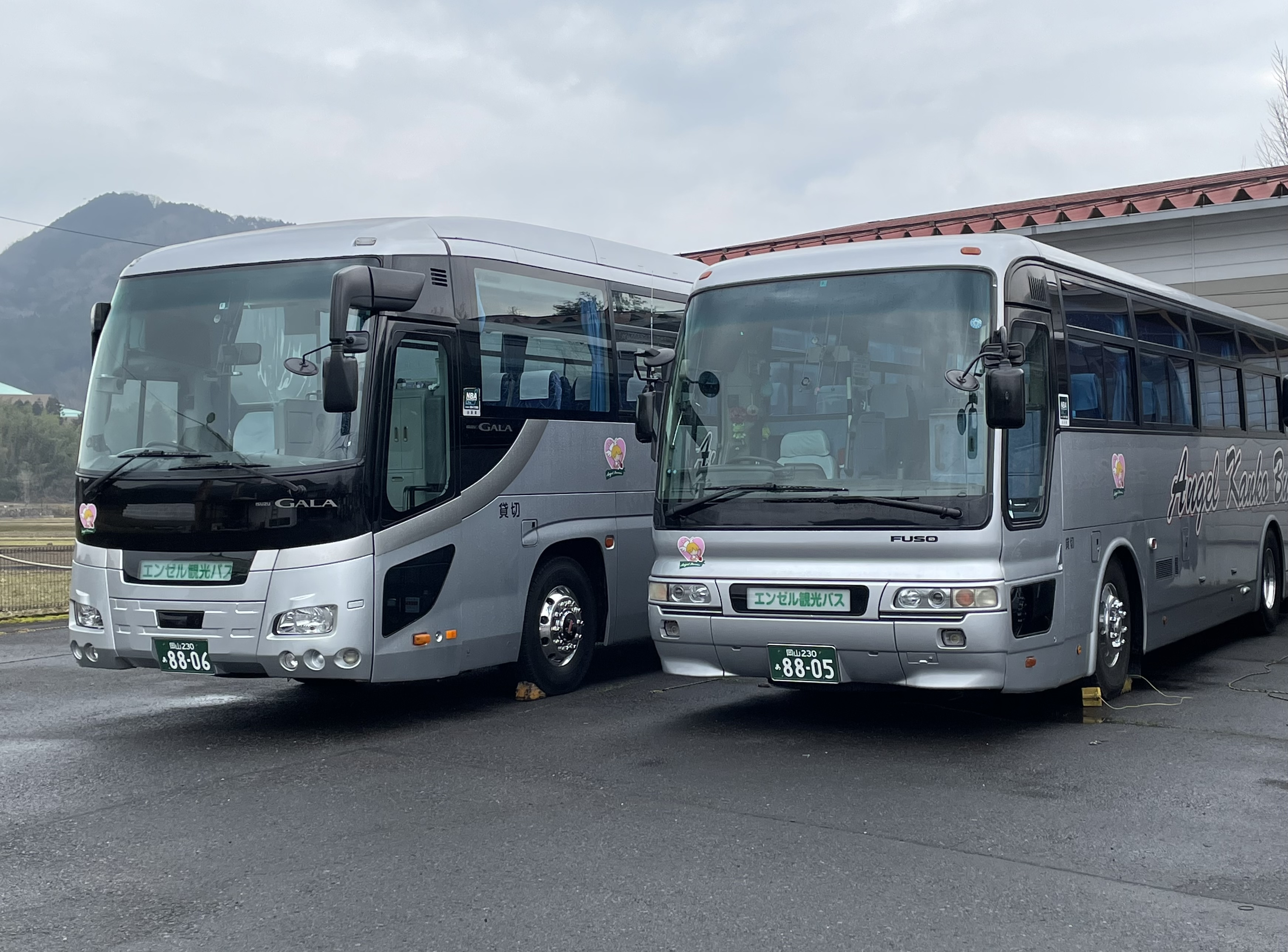
貸切車両

有限会社エンゼルサービスは、岡山県真庭市に本社を置く貸切バス・タクシー事業者である。

## 概要
真庭市落合地区を拠点に「エンゼル観光バス」「エンゼルタクシー」の名称で旅客輸送サービスを展開している。

## 事業内容
- 貸切バス事業
- 旅行業（バスツアーの企画・販売）
- コミュニティバス・スクールバスの受託運行
- 一般タクシー事業
- 介護タクシー事業

## 営業所
- 本社営業所
  - 岡山県真庭市下方576-1
- 北房営業所
  - 岡山県真庭市上水田2615-1

## 受託運行路線
- 真庭市コミュニティバス「まにわくん」（真庭市から一部路線を受託・詳細は当該項目を参照）
  - 2系統（別所ルート）
  - 3系統（別所・日野上ルート）
  - 5系統（上山ルート）
  - 6系統（杉山ルート）
  - 21系統（久世・河内ルート）
  - 22系統（西河内ルート）
  - 29系統（北房・久世ルート）
- 旭川さくらバス（美咲町から受託・詳細は当該項目を参照）

## 車両
貸切バス車両はいすゞ自動車、三菱ふそう製をメインに保有している。

### 主力車両
- いすゞ2代目ガーラ
- 三菱ふそう2代目エアロバス